# لوتوویسکا
لوتوویسکا (به لاتین: Lutowiska) یک روستا در لهستان است که در گمینا لوتوویسکا واقع شده‌است. لوتوویسکا ۷۵۰ نفر جمعیت دارد.